# Action catholique ouvrière
Pour les articles homonymes, voir Action catholique et ACO.
L’Action catholique ouvrière (ACO) est un mouvement chrétien français d'évangélisation dans le monde du travail, né en mars 1950.

## Histoire
La Ligue ouvrière chrétienne (LOC), issue de la fusion en 1935 des groupes d'Aînés de la JOC et de la  Ligue ouvrière chrétienne féminine, choisit, en août 1941, de changer de nom, devenant, pour mieux « pénétrer la masse ouvrière », le Mouvement populaire des familles. Il s’agit de marquer une ouverture, de ne pas « effrayer » par la référence chrétienne. L’objectif est toujours celui « d’un grand Mouvement populaire des familles qui amènera la classe ouvrière tout entière au christianisme », qui cherche à « humaniser pour christianiser ». Cet abandon de l’étiquette chrétienne ne se fait pas sans réticences car il semble renier l’héritage jociste de présence chrétienne dans la classe ouvrière, il est cependant la première étape de la déconfessionnalisation du mouvement. Elle se poursuit en 1946 par la sortie des aumôniers des équipes dirigeantes ce qui amène l'épiscopat à ne plus le « mandater » mais à le « missionner ». Le lien d’Église est encore maintenu mais distendu car l’autonomie du mouvement dans la définition de ses orientations « temporelles » est respecté. Bien que le MPF maintienne sa mise à distance officielle par rapport au politique, dès la fin de 1949, le processus de déconfessionnalisation s’accentue, le MPF n’est plus un mouvement catholique et la hiérarchie donne en 1950 mandat à une nouvelle création, l’ACO.
- 5 mars 1950 : Journée d'études à Paris. 109 laïcs et 45 prêtres réfléchissent à ce que sera l'ACO. « Nous devons toujours plus approfondir la vision du rôle providentiel que la classe ouvrière a, en tant que telle, à jouer dans le plan de Dieu. La notion de promotion ouvrière collective, humaine, chrétienne de la classe ouvrière doit colorer notre ACO. »
- 14,15 et 16 mars 1950 : L'assemblée des cardinaux et archevêques de France entérine la création de l'ACO comme mouvement d'Église et en définit les principes, notamment son caractère essentiellement apostolique.
- 20 et 21 octobre 1951 : 1re Rencontre nationale de l'ACO à Paris

## Mission ouvrière
L'ACO fait partie de la « Mission ouvrière », qui regroupe également la JOC (Jeunesse ouvrière chrétienne), l'ACE (Action catholique des enfants), les PO (prêtres ouvriers), et les religieux et religieuses en monde ouvrier.